# Fleming College
 (mai 2024).
Si vous disposez d'ouvrages ou d'articles de référence ou si vous connaissez des sites web de qualité traitant du thème abordé ici, merci de compléter l'article en donnant les références utiles à sa vérifiabilité et en les liant à la section « Notes et références ».
Le Fleming College, également connu comme le Sir Sandford Fleming College, est une grande école d'art appliqué et technologie fondée en 1967 et située à Peterborough, en Ontario, au Canada. Il accueille plus de 6 000 étudiants à temps plein.